# Léna (département)
Pour les articles homonymes, voir Léna (homonymie).
Léna est un département et une commune rurale de la province du Houet, situé dans  la région des Hauts-Bassins au Burkina Faso.
En 2006, le recensement général de la population comptabilisait 18 238 habitants.

## Villages
Le département et la commune rurale de Léna se compose de 14 villages, dont le village chef-lieu homonyme (données de population du recensement général de 2006) :
- Batoungouana (1 991 habitants)
- Bodialédaga (1 682 habitants)
- Bona (754 habitants)
- Kofila (2 199 habitants)
- Konkourona (1 228 habitants)
- Konzo (221 habitants)
- Kouékouesso (1 811 habitants)
- Koundimi (1 392 habitants)
- Léna (4 358 habitants), chef-lieu
- Oualana (565 habitants)
- Talama (278 habitants)
- Toungouana (471 habitants)
- Yabasso (1 003 habitants)
- Zatama (285 habitants)